# شهرستان چارلز سیتی (ویرجینیا)
شهرستان چارلز سیتی، ویرجینیا (به انگلیسی: Charles City County, Virginia) یک سکونتگاه مسکونی در ایالات متحده آمریکا است که در ویرجینیا واقع شده‌است.

## خصوصیات
شهرستان چارلز سیتی ۵۲۸٫۳۶ کیلومترمربع مساحت دارد.